# مللاگولا
مللاگولا (به لاتین: Mellagola) یک منطقهٔ مسکونی در سری‌لانکا است که در استان مرکزی (سری‌لانکا) واقع شده‌است.